# František Wolf
František Wolf (30. listopadu 1904 Prostějov – 12. srpna 1989 Berkeley, Kalifornie) byl český matematik 20. století, který přispěl k rozvoji trigonometrie a matematické analýzy. Věnoval se problémům funkcionální analýzy a teorie perturbací a specializoval se na teorii singulárních hraničních problémů v parciálních diferenciálních rovnicích. V roce 1951 stál u vzniku časopisu Pacific Journal of Mathematics.

## Raná léta a studia
Narodil se v Prostějově, v rodině stolařského mistra Karla Wolfa a jeho manželky Jany, rozené Kytkové. Absolvoval reálku a pak přešel na Karlovu univerzitu v Praze, kde studoval fyziku. Za vynikající výsledky byl oceněn zlatou medailí a hodinkami od prezidenta Tomáše Masaryka. Pokračoval studiem matematiky na Masarykově univerzitě v Brně, kde napsal diplomovou práci, jeho akademickým poradcem byl Otakar Borůvka. Po vykonání státních zkoušek v roce 1928 působil na několika středních školách v Praze jako učitel matematiky. Ve školním roce 1936-1937 studoval na univerzitě v Cambridgi a v roce 1938 se habilitoval na Přírodovědecké fakultě Univerzity Karlovy u profesora Vojtěcha Jarníka.

## Za druhé světové války
Po okupaci Československa mu ministerstvo školství udělilo krátkodobé stipendium pro pobyt ve Švédsku. Do Švédska odcestoval v prosinci 1938 a zůstal pracovat ve Stockholmu v Mittag-Lefflerově ústavu u profesora Carlemanna. Po třech letech odjel přes Finsko, Sovětský svaz a Japonsko do Spojených států amerických. Kromě školního roku 1941—42, kdy vyučoval na vyšší odborné škole Macalester College ve městě Saint Paul ve státě Minnesota, působil stále v Berkeley, kde se stal profesorem na Kalifornské univerzitě.

## Osobní život
V Berkeley se setkal mladou botaničkou Myrtle Richeyovou, se kterou se v roce 1945 oženil; syn Thomas Wolf se narodil o dva roky později. Do důchodu odešel v roce 1972. Poté se odstěhoval do Guatemaly, kde pomáhal na soukromé vysoké škole Universidad del Valle de Guatemala s přípravou postgraduálního studia matematiky.
Měl rád hudbu, hrál na klavír a na housle. Úraz, ke kterému ve stáří došlo na zahradě, měl pro jeho zdraví vážné následky. Zemřel 12. srpna 1989 v Berkeley.

## Dílo
- The Poisson integral. A study in the uniqueness of harmonic functions, Acta Mathematica, Band 74, 1941, S. 65–100
- Contributions to a theory of summability of trigonometric integrals, University of California Press 1947
- Analytic perturbation of operators in Banach spaces, Mathematische Annalen, Band 124, 1952, S. 317–333